# Pediobius oidematus
Pediobius oidematus är en stekelart som beskrevs av Christer Hansson 2002. Pediobius oidematus ingår i släktet Pediobius och familjen finglanssteklar.
Artens utbredningsområde är Costa Rica. Inga underarter finns listade i Catalogue of Life.